# Konsumgenossenschaft Sachsen Nord
Die Konsumgenossenschaft Sachsen Nord eG war eine deutsche Konsumgenossenschaft mit Sitz im sächsischen Eilenburg. Sie stand in der Tradition der 1850 gegründeten Lebensmittel-Association, der ersten deutschen Verbrauchergenossenschaft. Die Genossenschaft, die zuletzt 27 Einzelhandelsmärkte betrieb, stellte zum 1. November 2010 infolge einer Insolvenz den Geschäftsbetrieb ein.

## Geschichte

### Die Anfänge alsLebensmittel-Association
Aufgrund der Teuerungsunruhen 1848 kam es in Eilenburg zu starken sozialen Spannungen. Zahlreiche Fabrikarbeiter in den großen Industriebetrieben der Stadt gerieten über die extrem gestiegenen Lebenshaltungskosten in Not. Unter diesem Eindruck gründeten Eilenburger Handwerker und Arbeiter eine Handelsorganisation auf Genossenschaftsbasis. Die „Eilenburger Lebensmittelassociation“ ist mit ihrer Gründung am 12. Juli 1850 die erste Verbrauchergenossenschaft Deutschlands. Als ihren führenden Kopf gibt die Literatur den Buchbinder August Fritzsche an. Fritzsche gilt mit seinem Engagement heute als wichtige Person in der Geschichte des deutschen Genossenschaftswesens.
Die neue Organisation war nicht gewinnorientiert und konnte so die vom Großhandel erworbenen Waren günstiger an ihre Mitglieder verkaufen, als es die Einzelhändler konnten. Die Verkaufsstelle der Association befand sich in Fritzsches Wohn- und Arbeitshaus in der heutigen August-Fritzsche-Straße. Den Vereinsvorsitz hatte der Gastwirt August Brade inne. Die Lebensmittelassociation stieß jedoch von Beginn an auf Missbilligung sowohl bei lokalen Geschäftsleuten, denen Einnahmen wegbrachen, als auch bei der Bezirksregierung in Merseburg, die politisch extreme Gefahren sah. Diese erklärte in einem Erlass vom 3. August 1850:
Namentlich erregt die dortige Arbeiterverbrüderung [...] deshalb Bedenken, weil solche mit dem communistischen Central-Comité der deutschen Arbeiter zu Leipzig, [...], in der genauesten Verbindung steht. [...] Mit Rücksicht auf die von den Königlichen Ministerien neuerdings anbefohlenen strengen Maßregeln gegen die gedachten Arbeitervereine veranlassen wir daher den Magistrat, ungesäumt festzustellen, wie der gedachte Verein zu Eilenburg organisiert ist, wer seine Vorsteher und Mitglieder sind, wo er sich versammelt, über welche Mittel der gebietet, welche Verbindungen er unterhält und in wie weit derselbe bzw. der Magistrat den Vorschriften des Vereinsgesetzes vom 11. März cr. nachgekommen ist.
Zwar konnte die Organisation nicht verboten werden, jedoch stand sie fortan unter polizeilicher Überwachung. Mitglieder und der Vorstand der Association wurden wiederholt verhört. So ließen sich die selbst gesetzten Ziele der Einrichtungen nach Ansicht der Mitglieder nicht mehr erreichen. Auf der Mitgliederversammlung vom 25. August 1851 beschlossen die Mitglieder die Selbstauflösung. Die formelle Auflösung erfolgte kurz darauf.

Verkaufsstelle des Consum-Vereins in der Leipziger Straße 16 (1908)

### Neugründung desConsum-Vereins
1898 gründete sich der Consum-Verein Eilenburg und Umgegend knapp 50 Jahre nach Ende der ersten Verbrauchergenossenschaft neu. Der Sitz der Gesellschaft war in der Breite Straße 11 unweit des Rathauses. Sie wurde von der Bevölkerung gut angenommen und unterhielt in jedem Eilenburger Stadtteil mindestens eine Verkaufsstelle. Es folgte die Eröffnung einer eigenen Bäckerei 1901, einer Fleischerei 1926 und eines Lebensmittelgeschäfts in der Brunnerstraße 1930. Insgesamt verfügte die Genossenschaft 1930 über acht Verkaufsgeschäfte und stand auf einer soliden wirtschaftlichen Basis. Die Mitglieder erhielten in dieser Zeit bis zu zehn Prozent Dividende. Die Machtergreifung der Nationalsozialisten 1933 bedeutete für die Konsumgenossenschaften eine wirtschaftliche Schwächung. Zwar konnte sich die Eilenburger Genossenschaft behaupten, doch kam es 1941 durch die Verordnung zur Anpassung der verbrauchergenossenschaftlichen Einrichtungen an die kriegswirtschaftlichen Verhältnisse zur Übergabe des Geschäftsbetriebs an die Deutsche Arbeitsfront. Im April 1945 wurden die Einrichtungen der Konsumgenossenschaft durch amerikanischen Artilleriebeschuss schwer beschädigt.

### Der Eilenburger Konsum in der Nachkriegs- und DDR-Zeit
Am 20. November 1945 kam es im Gasthaus „Zur Linde“ zum Treffen von 64 Genossenschaftern, die beschlossen, die Konsumidee in Eilenburg fortzusetzen. Mit dem kurz darauf am 18. Dezember 1945 erlassenen Befehl 176 der sowjetischen Militäradministration wurden die rechtlichen Rahmenbedingungen für die Wiederherstellung der Konsumgenossenschaften und die lastenfreie Rückgabe des früheren konsumgenossenschaftlichen Vermögens in der sowjetischen Besatzungszone geschaffen. Der Neubeginn wurde mit zunächst vier Verkaufsstellen angegangen. Bis 1947 folgten neue Filialen in Eilenburg, Kospa, Mörtitz, Battaune, Paschwitz und Wöllnau, 1948 ging die kriegszerstörte Bäckerei wieder in Betrieb. 1950 richte Eilenburg aus Anlass des 100-jährigen Jubiläums der Lebensmittel-Association eine Funktionärskonferenz der Konsumgenossenschaften mit internationaler Beteiligung aus. 1959 wurde der erste Filialneubau in Jesewitz in Nutzung genommen, 1962 folgte ein großes Landwarenhaus in Mockrehna. Die Expansion begleitend kam es 1968 zu einer Umstrukturierung, bei der die eigenständigen Konsumgenossenschaften Eilenburg, Bad Düben und Mockrehna zu einem Kreisverband verschmolzen wurden. Die neue Konsumgenossenschaft Eilenburg war noch vor der staatlichen Handelsorganisation (HO) der größte Handelsbetrieb im Kreis Eilenburg. Ende der 1980er-Jahre betrieb der Konsum Eilenburg 74 Verkaufsstellen für Lebensmittel, 27 Industriewarenläden sowie 26 Gaststätten. Hinzu kamen 30 private Händler und Wirte als Kommissionshandelspartner. Mit 15.000 Mitgliedern wurden 80 Prozent der Haushalte im Kreisgebiet erreicht. Der Personalbestand betrug 730 Mitarbeiter sowie 40 Lehrlinge.
1989 nahm die Konsumgenossenschaft Eilenburg an einem Experiment des Verbands der Konsumgenossenschaften (VdK) teil, in dessen Rahmen mehr Selbstverantwortung und eine höhere Eigenversorgung erprobt werden sollten. Viele Vorschläge aus Eilenburg wurden vom VdK aufgenommen und sollten DDR-weit umgesetzt werden, die Ergebnisse wurden jedoch von den politischen Entwicklungen der Wendezeit eingeholt und waren somit obsolet.

### Nachwendezeit und wirtschaftliche Konsolidierung
Nach der politischen Wende schlossen sich 1991 die Konsumgenossenschaften der Kreise Eilenburg, Torgau und Wurzen zur Konsumgenossenschaft Sachsen-Nord zusammen mit Sitz in Eilenburg. Von da an war der Lebensmitteleinzelhandel wieder das einzige Betätigungsfeld der Genossenschaft. Zahlreiche Filialen – vor allem in den Ortsteilen der Städte und der ländlichen Gemeinden – waren dennoch nicht rentabel und wurden aufgegeben.

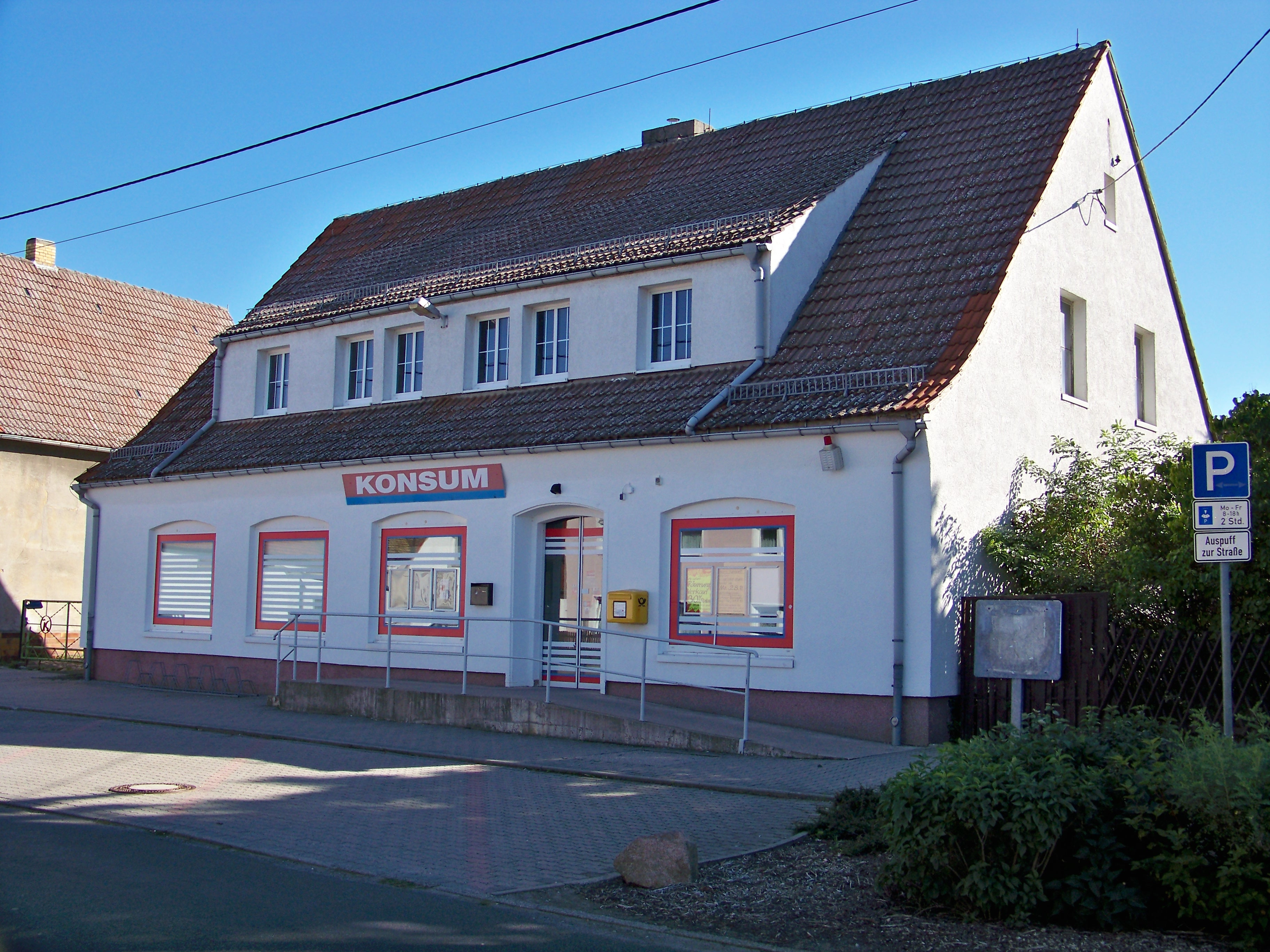
Mit dem „Dorfkonsum“, wie er für die Orte der Region jahrzehntelang typisch war, verschwand 2010 in vielen Dörfern – wie hier in Sitzenroda (September 2010) – die einzige Verkaufsstelle.

Im Jahr 2000 wurde die 150-Jahr-Feier der Gründung der ersten deutschen Konsumgenossenschaft in Eilenburg begangen. Zehn Jahre später wurde im Stadtmuseum Eilenburg eine Sonderausstellung zum 160. Gründungsjubiläum eröffnet.

### Insolvenz und Übernahme durchMarkant nah & frisch

Logo von
1991 bis 2006

Am 23. April 2010 meldete die Konsumgenossenschaft Sachsen Nord Insolvenz an. Eine stark unrentable Filiale in einem Dessauer Einkaufszentrum wurde unverzüglich geschlossen. Im Laufe des Insolvenzverfahrens wurde zur weiteren Sanierung des Unternehmens das Filialnetz durch Verkauf oder Schließung weiter ausgedünnt. Von den zu Beginn des Insolvenzverfahrens noch vorhandenen 40 Filialen wurden zwei an andere Händler übergeben und elf geschlossen, so dass zuletzt noch 27 vollwertige Filialen existierten. Es wurden 77 Kündigungen ausgesprochen und gemeinsam mit dem Betriebsrat ein Sozialplan erarbeitet. Gegen die Schließung von Filialen regte sich mitunter Widerstand in den betroffenen Orten.
Im Oktober 2010 stimmte die Gläubigerversammlung dem Verkauf der verbliebenen 27 Verkaufsstellen an die eigens für die Übernahme gegründete Markant nah & frisch GmbH aus Zittau zu. Dabei wurden 190 ehemalige Konsum-Mitarbeiter übernommen, zehn Verwaltungsmitarbeitern von Konsum wurde gekündigt. Der neue Betreiber der Märkte hat sich in der Verwaltung der Genossenschaft eingemietet. Die Konsumgenossenschaft beschränkt ihre Tätigkeiten nunmehr auf die Verwaltung der eigenen Immobilien. Der Name Konsum sowie die 160-jährige Tradition des genossenschaftlichen Einzelhandels in der Region sind damit Geschichte.

## Filialnetz

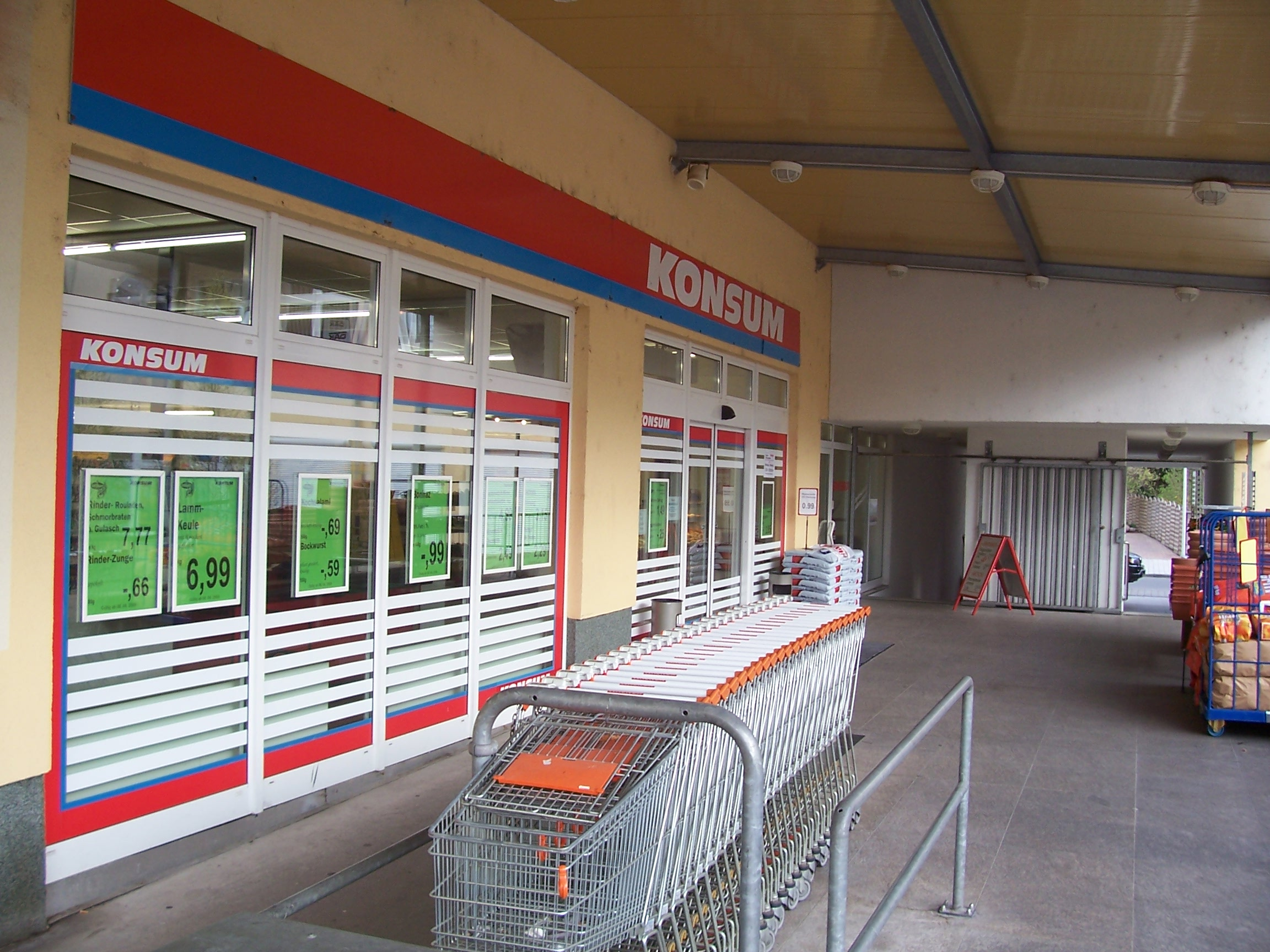
Die Filiale in der Breite Straße/Konsumgasse in Eilenburg wurde im Zuge des Insolvenzverfahrens im Oktober 2010 geschlossen.

Die Konsumgenossenschaft Sachsen Nord eG unterhielt zur Eröffnung des Insolvenzverfahrens 41 Filialen in Eilenburg, Torgau und Wurzen und der Region sowie im Leipziger und Altenburger Land und in Dessau. In der Folge des Insolvenzverfahrens wurden die Filiale in Dessau sowie jene in Großtreben, Sitzenroda, Welsau, Trossin, Döbrichau, Langenreichenbach, Wurzen (Albert-Kuntz-Straße), Trebsen, Söllichau und Burkartshain geschlossen. Dabei handelte es sich oft um die einzige derartige Verkaufsstelle in dem jeweiligen Ort. Die zentrumsnahe Filiale in Eilenburg (Breite Straße) wurde nach einer kurzen Auslaufzeit als Restpostenmarkt ebenfalls geschlossen. Die Märkte in Treben und Dobitschen wurden an andere Betreiber abgegeben. Am 1. November 2010 wurden die verbliebenen 27 Filialen an Markant nah & frisch GmbH verkauft, so dass die Konsumgenossenschaft selbst keine Märkte mehr betreibt. Die Standorte der nunmehrigen Markant-Filialen befinden sich trotz mehrfacher Netzausdünnungen nach wie vor hauptsächlich im ländlichen Raum; in den drei städtischen Zentren befinden sich nur vier der Filialen. Somit übernimmt Markant noch immer – basierend auf dem genossenschaftlichen Einzelhandel zu DDR-Zeiten – die Flächenversorgung im Einzelhandel.
Im Eilenburger Stadtzentrum wurde im Jahre 2000 eine Straße nach der Konsumgenossenschaft als „Konsumgasse“ benannt. Dort befand sich bis Oktober 2010 eine Konsum-Filiale. Zuletzt hatte die Genossenschaft 16.000 Mitglieder, die Auszahlung der Genossenschaftsanteile, die die Mitglieder halten, erscheint indes unwahrscheinlich.